# Fetih 1453
A hódítás (eredeti cím: Fetih 1453)  2012-ben bemutatott török történelmi dráma, akciófilm.
Cselekménye 1453-ban csúcsosodik ki, amikor II. Mehmed oszmán szultán megtámadja és hosszú, véres csata után elfoglalja Konstantinápolyt.
A film a török szultánt intelligens, toleráns, gyermekszerető uralkodónak mutatja be. A történet érdekessége, hogy többször emlegetik a magyarokat és a magyar sereget (akik XI. Kónsztantinosz bizánci császár hívására Konstantinápoly védelmére indulnak), akiktől rettegni kell, mert „ha megérkeznek, mindannyian meghalunk” – mondják a török főtisztek és katonák.

## Cselekménye
|  | Alább a cselekmény részletei következnek! |

A történet 627-ben kezdődik, helyszíne Medina. Abu Ajjúb al-Anszári kinyilatkoztatja, hogy Mohamed próféta szerint Konstantinápoly el fog esni egy szent sereg által, amit a szultán vezet.
A történet a 15. századba ugrik. A tizenkét éves II. Mehmed trónra lép, amikor apja meghal, azonban hatalmáról letaszítják, és bátyja uralkodik. Amikor bátyja meghal, az immár 21 éves II. Mehmed kezd uralkodni. Fő feladatának tekinti Konstantinápoly visszafoglalását (ami apjának sem sikerült). Ehhez korábbi belső ellenfelét, Halil pasa nagyvezírt is igénybe veszi, akinek nagy befolyása van a janicsárok felett.
Mehmed békeköveteket küld a Vatikánba, a pápához, a magyarokhoz, a lengyelekhez, a velenceiekhez. Eközben a császár, aki Konstantinápolyban él (ami keresztény város), szintén szövetségeseket keres.
A szultán Gallipoliban hajóépítő üzemeket létesít, ahol nagy számú gálya készül el. Ezekkel a Fekete-tenger felőli kereskedelmet (ami a császár fennhatósága alatt áll) lehetetlenné teszik, az áthaladó hajókat elsüllyesztik. Ezzel egy időben Boğazkesen (Rumelia) várat épít, a császári fennhatóság közvetlen közelében. 
A császár egy legendás ágyúépítő mestert akar a szolgálatába állítani, aki azonban erre nem hajlandó. El akarják fogni és a nevelt lánya életével zsarolni, de egy török főtiszt, Hasszan kiszabadítja és magával viszi őket a szultánhoz, akinek az ágyúépítő a lányával együtt a szolgálatába áll. Egy hatalmas ágyút építenek, ami az első lövésével csak kisebb lyukat üt az áthatolhatatlannak hitt várfalon, majd az ágyú hűtésének tökéletesítésével gyorsabban tud lövéseket leadni, így a várfal egy helyen leomlik, ahol török katonák serege rohan be.
A bizánci sereget felmorzsolják, a császár meghal, a város 1453. május 29-én a török szultán kezére kerül. A szultán a Hagia Szophia bazilikába menekült ortodox keresztényeket személyesen nyugtatja meg, hogy nem esik bántódásuk, visszatérhetnek otthonaikba és szabadon gyakorolhatják vallásukat.
|  | Itt a vége a cselekmény részletezésének! |

## Eltérések a történelmi tényekhez képest
- A filmben a szultán Konstantinápolyba való bevonulásakor észreveszi a császár letakart holtteste mellett álló parancsnokokat, akiknek megengedi, hogy császárukat méltó módon, vallásuknak megfelelő tiszteletadás mellett temessék el. A valóságban a császár levágott fejét a törökök napokig egy lándzsára feltűzve mutogatták.

Mehmed azonnal megkezdte szervezni a hadjáratát Európa ellen, de világuralomra törő tervei három évvel később meghiúsultak, amikor 1456-ban Nándorfehérvárnál Hunyadi legyőzte a világhódítónak készülő szultánt, akinek a sikersorozata ezzel véget is ért. Bár még három évtizeden át uralkodott, elpártolt tőle a szerencse: Hunyadi Mátyás a családi hagyományt folytatva Boszniából, Jajca városából is kiűzte a törököket, majd hadvezérei – Kinizsi Pál és Bátori István – Erdélyben, Kenyérmezőn mértek 1479-ben súlyos csapást az ottomán seregekre. Európa 70 évre megszabadult a török hódítás veszélyétől, miközben a keletről menekült görög tudósoknak is köszönhetően a klasszikus műveltség és nyelvismeret eljutott nyugatra, hozzájárulva ezzel a könyvnyomtatás és a reformáció beindulásához. Minderről természetesen a film mélyen hallgat.[forrás?]

## Külső hivatkozások
- Fetih 1453 – Internet Movie Database